# Locketidium bosmansi
Locketidium bosmansi är en spindelart som beskrevs av Rudy Jocqué 1981. Locketidium bosmansi ingår i släktet Locketidium och familjen täckvävarspindlar.
Artens utbredningsområde är Malawi. Inga underarter finns listade i Catalogue of Life.